# Pim (unità di misura)

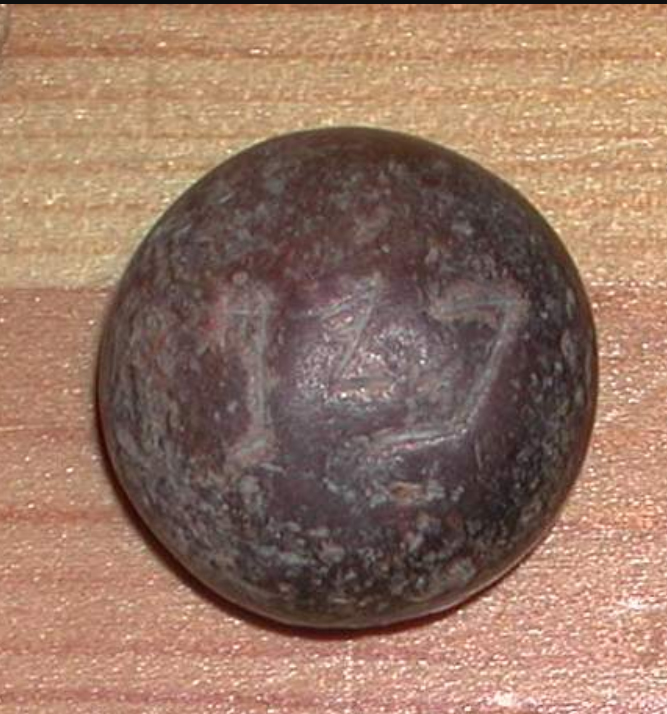
Vista dall'alto di un peso pim con lettera fenicia 𐤐𐤉𐤌

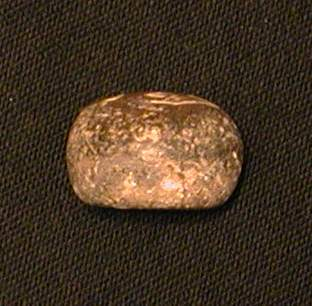
Vista laterale di un peso pim non provato

I pim erano pietre levigate di circa 15 mm di diametro, pari a circa due terzi di uno shekel ebraico. Molti esemplari sono stati trovati dalla loro scoperta iniziale all'inizio del XX secolo e ognuno pesa circa 7,6 grammi, rispetto agli 11,5 grammi di uno shekel. Il suo nome, che può anche essere traslitterato come "payim", deriva dall'iscrizione vista sulla sommità della sua forma a cupola: le lettere fenicie 𐤐𐤉𐤌 (in ebraico פים, pym traslitterato). Prima della scoperta dei pesi da parte degli archeologi, gli studiosi non sapevano come tradurre la parola pim (פִ֗ים p̄îm) in 1 Samuele, 13:21. Con l'aiuto dell'archeologia è stata riscoperta un'antica designazione di peso, apparentemente dimenticata nel tempo, e così è stato chiarito un hapax legomenon biblico.
Gli scavi furono pubblicati nel 1907 da Charles Simon Clermont-Ganneau e Robert Alexander Stewart Macalister pubblicò un'illustrazione nel 1912 che mostra un pim che sta confrontando con un altro.

## Significato
William G. Dever, professore di archeologia e antropologia, può attribuire il seguente significato alla misura Pim: “Non è possibile che sia stato ‘inventato’ da scrittori vissuti nel periodo ellenistico-romano, vari secoli dopo che questi pesi erano scomparsi ed erano stati dimenticati. Infatti questo passo biblico non sarebbe stato compreso che al principio del XX secolo, quando furono portati alla luce i primi reperti archeologici su cui compare la parola pîm 𐤐𐤉𐤌 in ebraico”. William G. Dever continua: “Se le narrazioni bibliche sono tutte ‘invenzioni letterarie’ dell’epoca ellenistico-romana, come mai questa particolare narrazione è finita nella Bibbia ebraica? Naturalmente si potrebbe obiettare che l’episodio riguardante il pîm sia ‘solo un dettaglio". È vero, ma come si sa, "la storia è fatta di dettagli".